# Gerardo Castañeda
Gerardo Castañeda Flores es un exfutbolista chileno. Jugaba de defensa y jugó en diversos equipos de Chile. Se hizo conocido por los hinchas de Colo-Colo, por ser parte del exitoso plantel colocolino de 1973, que resultó subcampeón de la Copa Libertadores de ese año.
Es tío de Víctor Hugo y Cristián Castañeda.

## Clubes
| Club       | País  | Año       |
| ---------- | ----- | --------- |
| Palestino  | Chile | 1966-1969 |
| Colo-Colo  | Chile | 1970-1973 |
| Magallanes | Chile | 1974-1979 |